# José María Salmerón Morales
José María Salmerón Morales (Almeria, 21 de novembre de 1966) és un exfutbolista i entrenador andalús. Com a futbolista ocupava la posició de migcampista.

## Trajectòria
Comença a destacar al planter del Reial Madrid. Amb el club del Santiago Bernabéu hi debuta a primera divisió en un encontre de la campanya 84/85, contra l'Sporting de Gijón. No tornaria a aparèixer amb els madrilenys a la màxima categoria, però sí que esdevindria una de les peces clau del filial, el Castilla, durant la segona meitat de la dècada dels 80.
L'estiu de 1989 fitxa pel CD Tenerife, amb qui juga 17 partits en dues campanyes abans de retirar-se a causa de les lesions.

### Com a entrenador
Després de dirigir a diversos clubs modestos, com la UD San Sebastián de los Reyes o la UD Almería, el 2003 es fa càrrec del Polideportivo Ejido, de Segona Divisió, fent d'entrenador-pont en dues ocasions al llarg de la temporada.
La temporada 05/06 retorna al Polideportivo Ejido. L'any següent marxa a la Lorca Deportiva, on només passa uns mesos en un equip que baixaria a Segona B. Entrena al Reial Madrid C i al febrer del 2008 fitxa pel Deportivo Alavés, acabant la temporada i començant la 08/09.
A l'any següent es fa càrrec del filial de la UD Almería.